# Europäische Wehrkunde – Wehrwissenschaftliche Rundschau
Europäische Wehrkunde – Wehrwissenschaftliche Rundschau (auch Europäische Wehrkunde – WWR) war von 1983 bis 1990 eine deutsche monatlich erscheinende militärische Fachzeitschrift. Sie war offizielles Organ und Pflichtblatt der Gesellschaft für Wehrkunde, der Clausewitz-Gesellschaft, des Arbeitskreises für Wehrforschung und der Gesellschaft für Sicherheitspolitik und Rüstungskontrolle. Die ersten drei Organisationen waren auch die Herausgeber.
Die Zeitschrift erschien im Verlag Europäische Wehrkunde in Herford, ging aus den Magazinen Europäische Wehrkunde sowie Wehrwissenschaftliche Rundschau hervor und wurde 1991 als Europäische Sicherheit fortgesetzt.